# 麻生村 (大分県)
麻生村（あそうむら）は、大分県宇佐郡にあった村。現在の宇佐市の一部にあたる。

## 地理
伊呂波川の上流、源流域に位置していた。
- 山岳：稲積村、石山、鬼落山、仙岩山[2]

## 歴史
- 1889年（明治22年）4月1日、町村制の施行により、宇佐郡麻生村、山口村、灘村、岳ノ首村が合併して村制施行し、麻生村が発足[1][2]。旧村名を継承した麻生、山口、灘、岳ノ首の4大字を編成[2]。
- 1922年（大正11年）麻生村信用購買販売組合設立[2]
- 1954年（昭和29年）3月31日、宇佐郡四日市町、天津村、長峰村、横山村、糸口村、高家村、八幡村と合併し、四日市町が存続して廃止された[1][2]。

### 地名の由来
『和名類聚抄』に記載の下毛郡7郷の一つ、麻生郷による。

## 産業
- 農業[2]

## 教育
- 1917年（大正6年）村立農業補習学校開校[2]
- 1924年（大正13年）下麻生尋常小学校が麻生村尋常高等小学校に合併[2]。